# Hekelveld

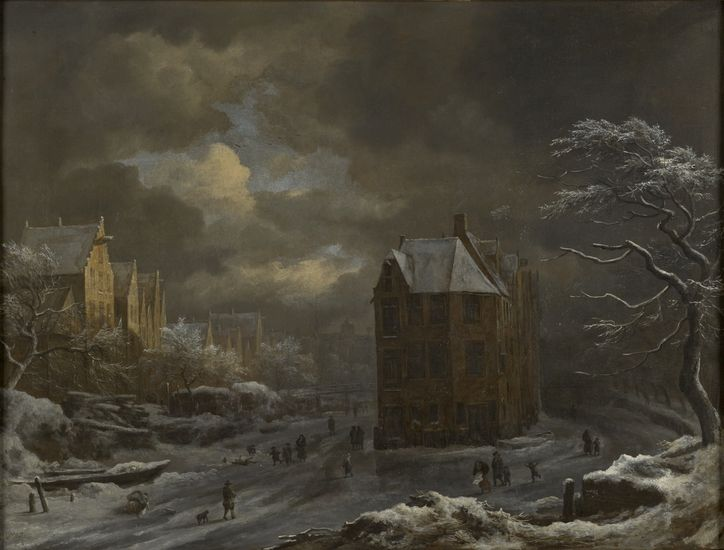
Wintergezicht van het Hekelveld, geschilderd door Jacob van Ruisdael (17e eeuw)

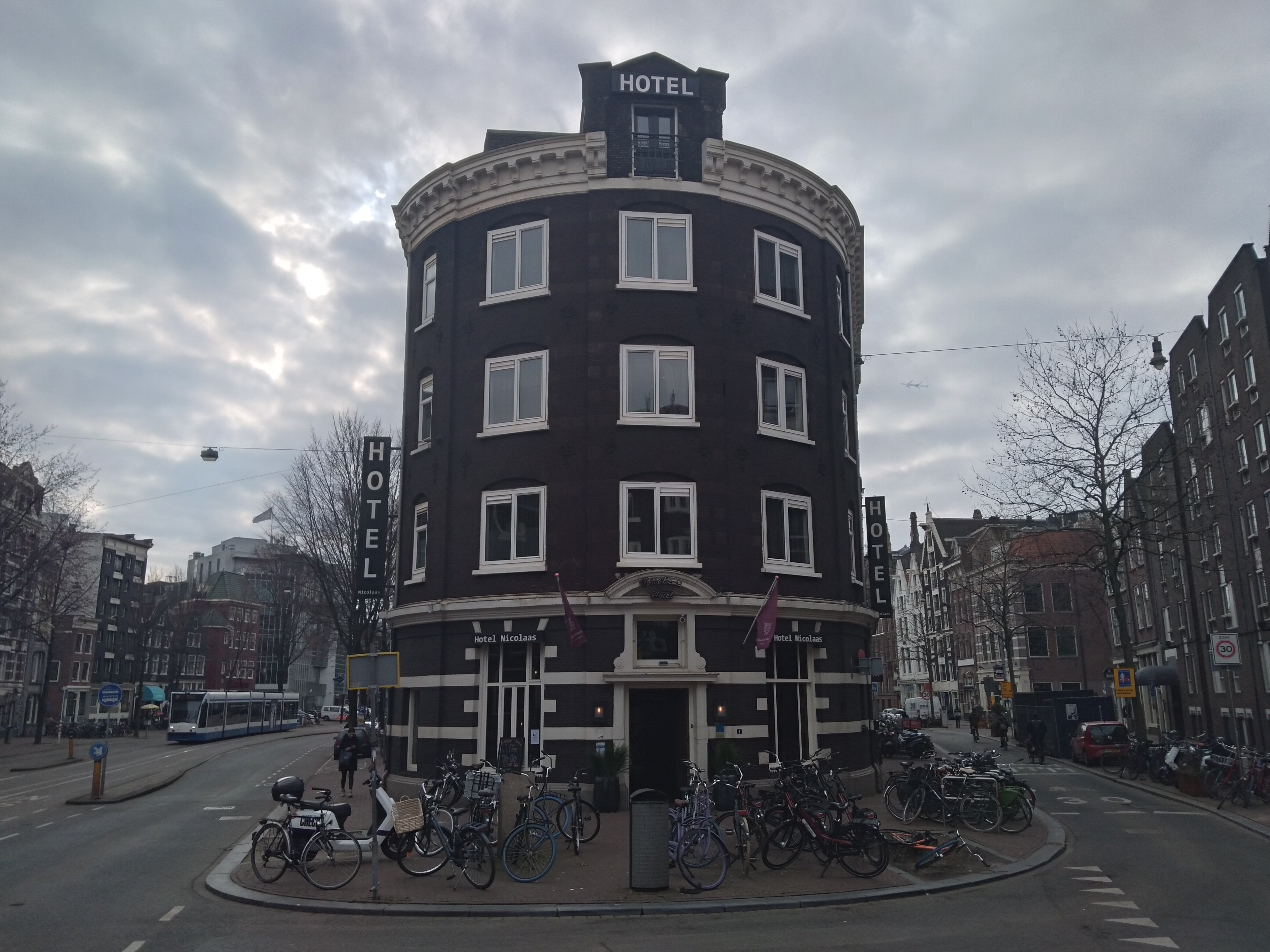
Dezelfde plek Hekelveld 25 in maart 2021

Het Hekelveld is een relatief klein plein in Amsterdam-Centrum, aan het noordelijke einde van de Spuistraat. Aan de oostkant van het Hekelveld gaat de Nieuwezijds Voorburgwal over in de Martelaarsgracht. Het pand Hekelveld 1 dateert uit de 18e eeuw en is aangewezen als rijksmonument.

## Geschiedenis
Het pleintje ligt op een vorkconstructie tussen verkeerswegen, tot eind 19e eeuw van waterwegen. Ten noorden van het Hekelveld stroomde de Martelaarsgracht het IJ in met sluizencomplex (Oude Haarlemmer Sluys) en overhaal. Ten zuiden van die sluis en overhaal ter hoogte van de Nieuwendijk splitste de waterweg zich in de Nieuwezijds Voorburgwal en Nieuwezijds Achterburgwal, die laatste werd na de demping omgenoemd tot Spuistraat. Die vork (met overhaal) is al te zien op de eerste stadsplattegrond van Cornelis Anthonisz. uit 1538. De burgwallen dateren uit de middeleeuwen.
De naam "Hekelveld" is waarschijnlijk ontstaan doordat op deze plek, die oorspronkelijk buiten de stadsmuren lag, vlas werd gehekeld voordat dit op nabijgelegen lijnbanen tot touw werd verwerkt. De naam komt al voor in officiële stukken begin 17e eeuw en in krantenberichten vanaf 1726 voor de aanduiding van een specifieke plek aan de Nieuwezijds Voorburgwal (’t Hekelveld), maar de kaart van Gerrit de Broen uit circa 1782 vermeldde de naam nog niet. 

### Hemelrijk
Ten westen van het Hekelveld, richting Kattengat, lag een sloppenwijk, het Hemelrijk geheten. Dit armoedige doolhof van dichtbevolkte stegen met namen Zwarte Bijlsteeg en Engelsche Steeg en sloppen werd onderverdeeld in het Grote en Kleine Hemelrijk, ook eigenlijk straatnamen. De wijk dankte haar naam aan de hier gevestigde suikerbakkerijen 't Groot Hemelrijk, 't Oude vermaarde Vagevuur en de Hel. In de 19e eeuw telde het Hemelrijk nog 94 woningen. Al in 1898 en in 1901 werd in het rapport/boekwerk Krotten en sloppen (een onderzoek naar de woningtoestand te Amsterdam) gemeld dat de woningen zich in deplorabele toestand bevonden; in 1901 drong men aan op sloop met name als gevolg van klachten over vochtigheid (72 van de bewoners) en stank (23 van de bewoners). Die stank werd mede veroorzaakt doordat niet alle privaten met de buitenlucht in verbinding stonden. De gebouwen aan het Hekelveld waren nog wel gangbaar, maar daarachter waren ze klein hetgeen blijkt bleek uit een voorstel van april 1917 waarin een aantal gebouwen gesloopt zou kunnen worden voor de bouw van één nieuw gebouw:
- Hekelveld 11, 12, 13, en 14
- Zwarte Bijlsteeg 1, 7, 9, 11, 13, 4, 6, 8, 8, 10, 12, 14, 16 en 18 (de hele steeg zou daarmee verdwijnen)
- Groot Hemelrijk 22,24,28 als ook 20 en 26 mits zij aangekocht konden worden.

### Van Arbeiderspers naar Sonesta
Het terrein van het in 1917 gesloopte gebouwencomplex lag enige tijd braak, totdat De Arbeiderspers het in 1929 aankocht en tegelijkertijd aanpalende gebouwen liet slopen voor hun nieuwe drukkerij, waarin ook Het Volk, Drukkerij Vooruitgang en Uitgeverij Ontwikkeling werden ondergebracht. Hiervoor werden de architect Jan Buijs en Joan Lürsen aangetrokken. Het socialistisch complex, waarvan de eerste spade gezet werd door Floor Wibaut, kreeg de bijnaam "de Rode Burcht". Kunstschilder Cornelis Vreedenburgh legde de bouwput uit 1930 vast met een doorkijk naar de Ronde Lutherse Kerk aan het Kattengat. Het gebouw stond er echter maar kort; opgeleverd in het najaar van 1931 werd het in 1972 alweer gesloopt om plaats te maken voor het Sonesta Hotel (later hernoemd naar Renaissance Amsterdam Hotel) ontworpen door architect Gerard de Klerk (van Amsterdam Marriott Hotel).

### Tweede Wereldoorlog
Op 4 mei 1945 kreeg de 21-jarige verpleegster Annick van Hardeveld de opdracht naar Amsterdam-Noord te gaan om de leden van de verzetsgroep Max III te laten verzamelen in het Vossius Gymnasium. Ze had haar Rode Kruisuniform aan en een Nederlandse vlag omgeslagen, maar werd op het Hekelveld doodgeschoten door leden van de Grüne Polizei die in een overvalwagen passeerden. Op het Hekelveld staat nu een monument voor Van Hardeveld.

### Daklozenopvang
Aan Hekelveld 8-10 was enkele jaren daklozenopvang De Haven van het Leger des Heils gevestigd. Ook was er in de jaren 1980 het beruchte pension 't Hekeltje gevestigd met opvang van weggelopen kinderen, ex-gedetineerden en verslaafden. De eigenaar kreeg een dagvergoeding van de sociale dienst, maar deed daar niets voor.

## Gebouwen
De oorspronkelijke bebouwing is al lang verdwenen. In de 21e eeuw lopen de huisnummers op van (aansluitend) 1 tot en met 10 en het losse huisnummer 25. Daarvan hebben de panden 1, 5 en 25 status als monument. 

### Rijksmonumenten
Hekelveld 1, sinds juli 1970 een rijksmonument, staat in het monumentenregister omschreven als: "Hoekhuis met gevel onder gebeeldhouwde zandstenen top uit de eerste helft van de 18e eeuw". Hekelveld 5 maakt onderdeel uit van het rijksmonument Nieuwendijk 48; het gebouw staat niet aan het Hekelveld maar aan de gang Smidssteegje uit de 15e of 16e eeuw, een restant uit de wijk Groot Hemelrijk. 

### Hekelveld 3 en 4
Vreemde eend in de bijt is het gebouw Hekelveld 3 en 4. Het werd gebouwd naar model van Gustaaf Adolf Roobol, die ontwierp in de stijl van de Amsterdamse School. Meest opvallend aan de gevel is het als een golf naar buiten gevouwen trappenhuis, alsmede de overgang van plint (in natuursteen met winkels) en etages (baksteen).

### Hekelveld 25
Dit gebouw, sinds maart 2007 een gemeentelijk monument, werd neergezet rond 1881. Er stonden al eerder gebouwen maar die werden in 1868 door de Gebroeders Peters gesloopt om plaats te maken voor nieuwbouw. Peters was een fabrikant van kapok en bedveren. In 1880 en 1881 werd het bedrijf drie keer getroffen door brand, waarbij onder andere de blusboot Jan van der Heyden moest worden ingeschakeld. Het was nog de tijd dat Martelaarsgracht en de burgwallen water waren. Bij de brand van april 1881 moesten ook de binnenmuren omvergetrokken worden ten einde brand te kunnen beëindigen. Bij de nieuwbouw werd onder druk van buurtbewoners geen fabriek meer toegestaan; er kwam een opslagplaats. De opslagplaats werd naar ontwerp van architect J.W. Wilkens opgetrokken in de stijl van de neorenaissance van de tweede helft van de 19e eeuw. Peters vertrok in de jaren tachtig van de 20e eeuw naar Edam en verkocht het gebouw aan een klein hotel (Hotel Sint-Nicolaas). Het gebouw heeft bij de ingang aan het Hekelveld een ronde gevel, die men ook elders in de stad aantreft; een zogenaamde “taartpunt” (taps toelopende gevel). Het gebouw heeft vleugels in de Spuistraat en Nieuwezijds Voorburgwal.  De plek stond van oudsher bekend als "Eind van de wereld".  

## Kunst
Op het Hekelveld zijn twee uitingen van kunst in de openbare ruimte te vinden:
- een plaquette voor Hekelveld 25 ontworpen door Hans Bayens ter nagedachtenis van Annick van Hardeveld, koerierster van het verzet; zie verder Monument voor Annick van Hardeveld;
- een beeldje met de titel De vermoeide reiziger (1987), geplaatst in verband met de opening van een hotel, herplaatst in 2009 en toen onthuld door Job Cohen, de maker is onbekend; het staat officieel op de Nieuwezijds Voorburgwal.

## Openbaar vervoer
De route Martelaarsgracht – Nieuwezijdsvoorburgwal werd mede gedempt om het Station Amsterdam Centraal beter bereikbaar te maken. In 1903, 19 jaar na de demping, kwamen de eerste trams die sindsdien nooit meer zijn weggegaan.

## Afbeeldingen

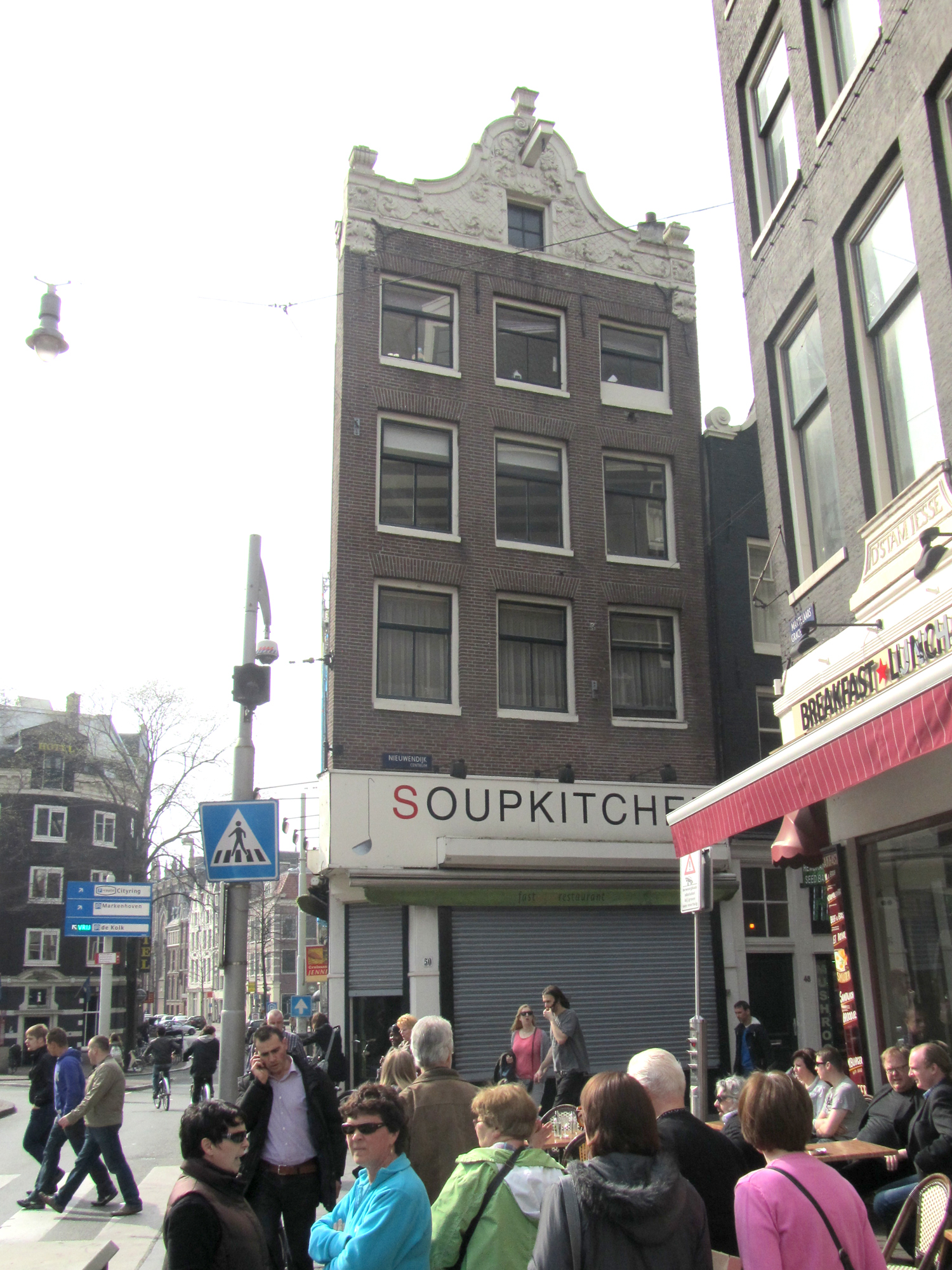
Hekelveld 1
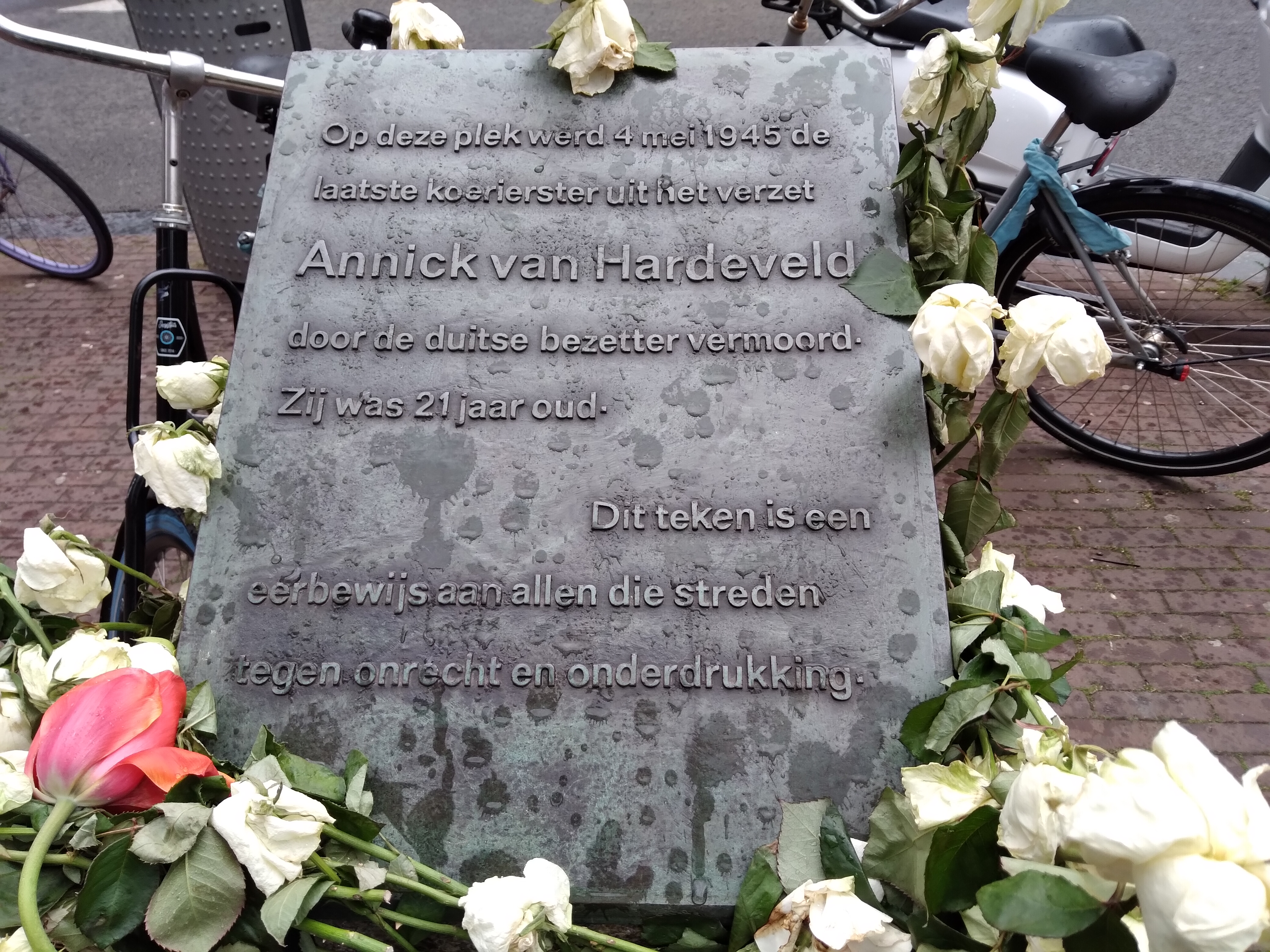
Monument voor de verzetskoerier Annick van Hardeveld
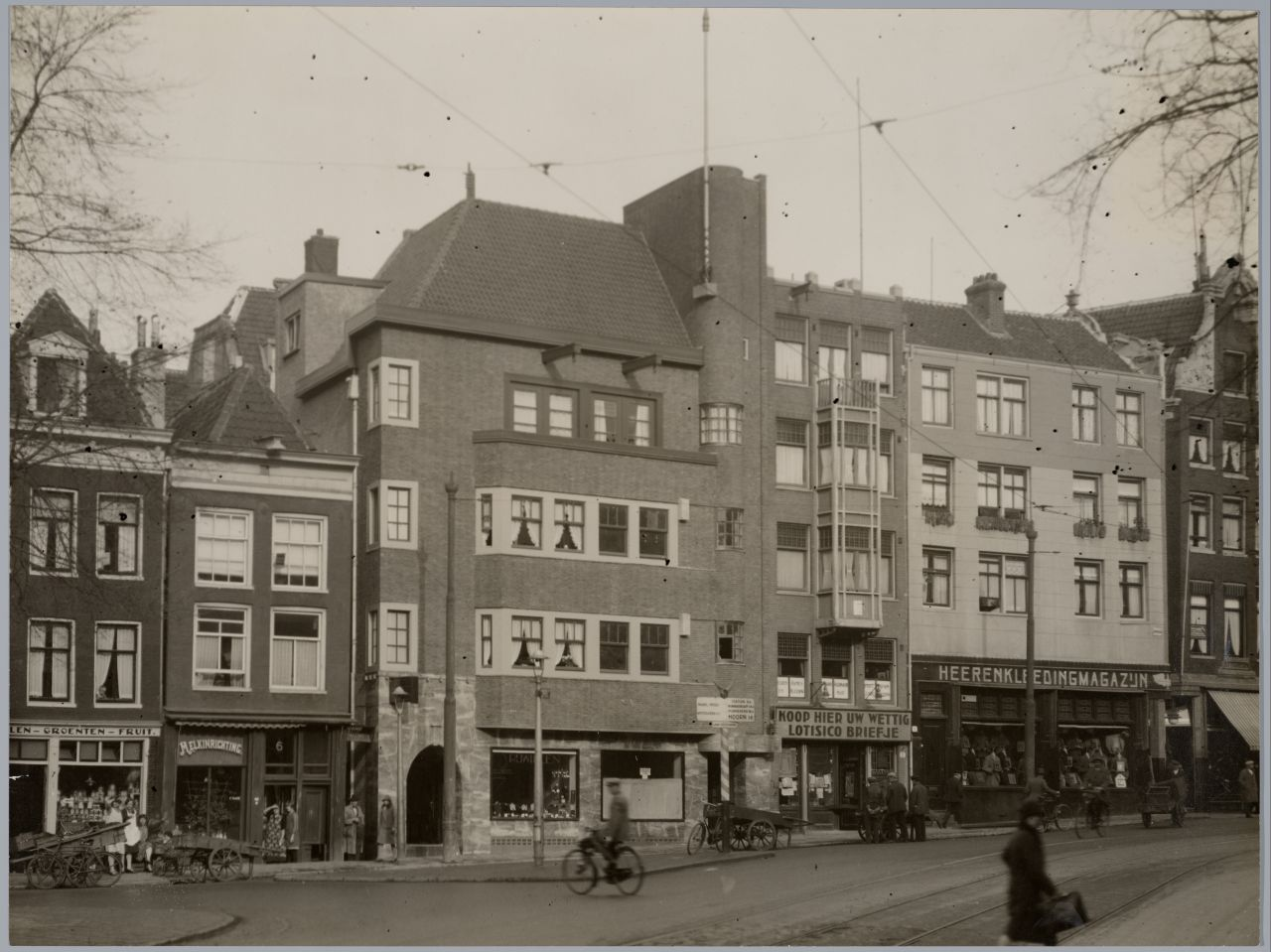
Woonhuizen Hekelveld, Amsterdam, 1928. Architect: G.A. Roobol.
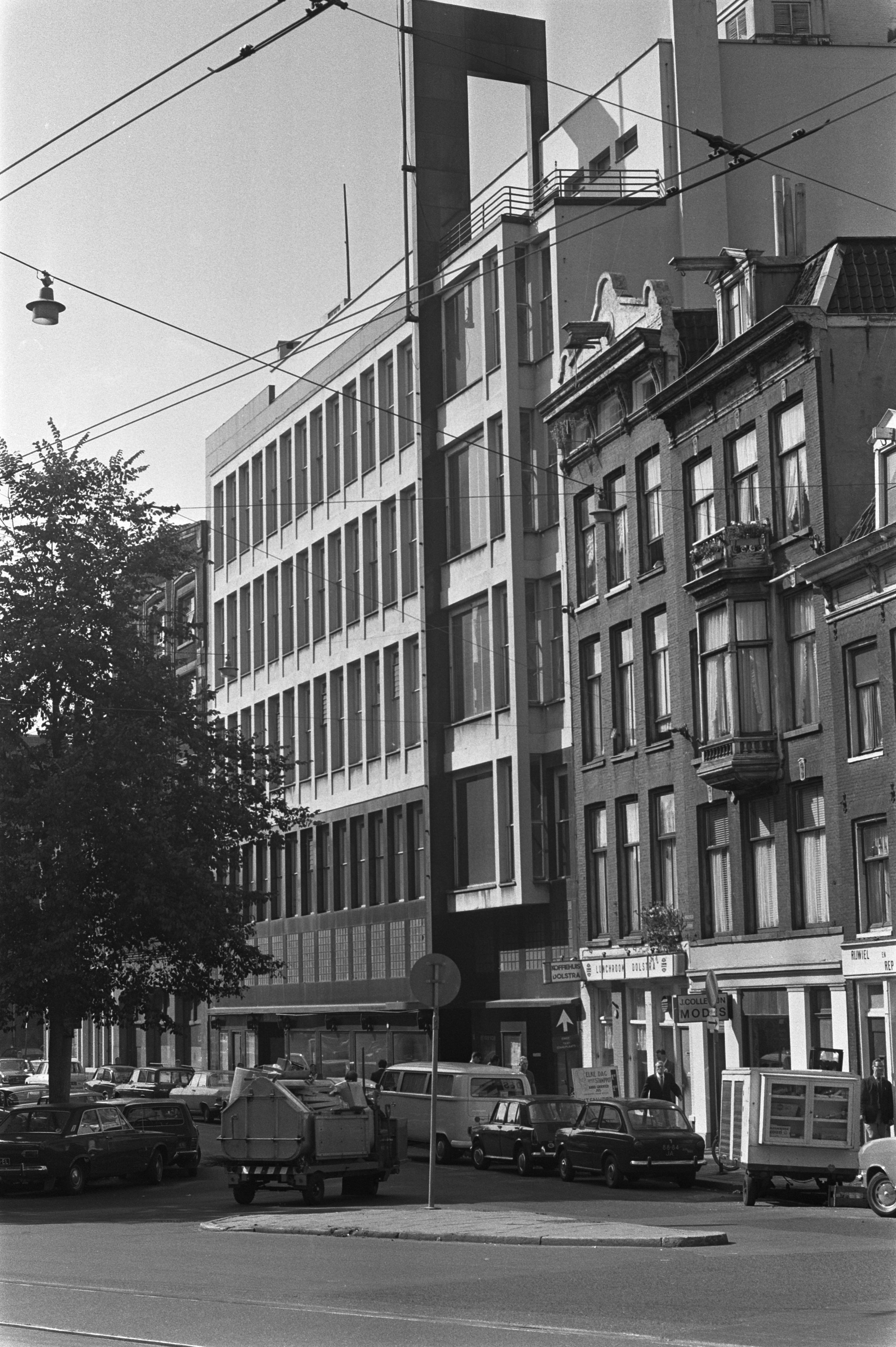
Arbeiderspers (1971)